# Zaloňov
Zaloňov (deutsch Salnai) ist eine Gemeinde in Tschechien. Sie liegt drei Kilometer nordwestlich von Jaroměř und gehört zum Okres Náchod.

## Geschichte

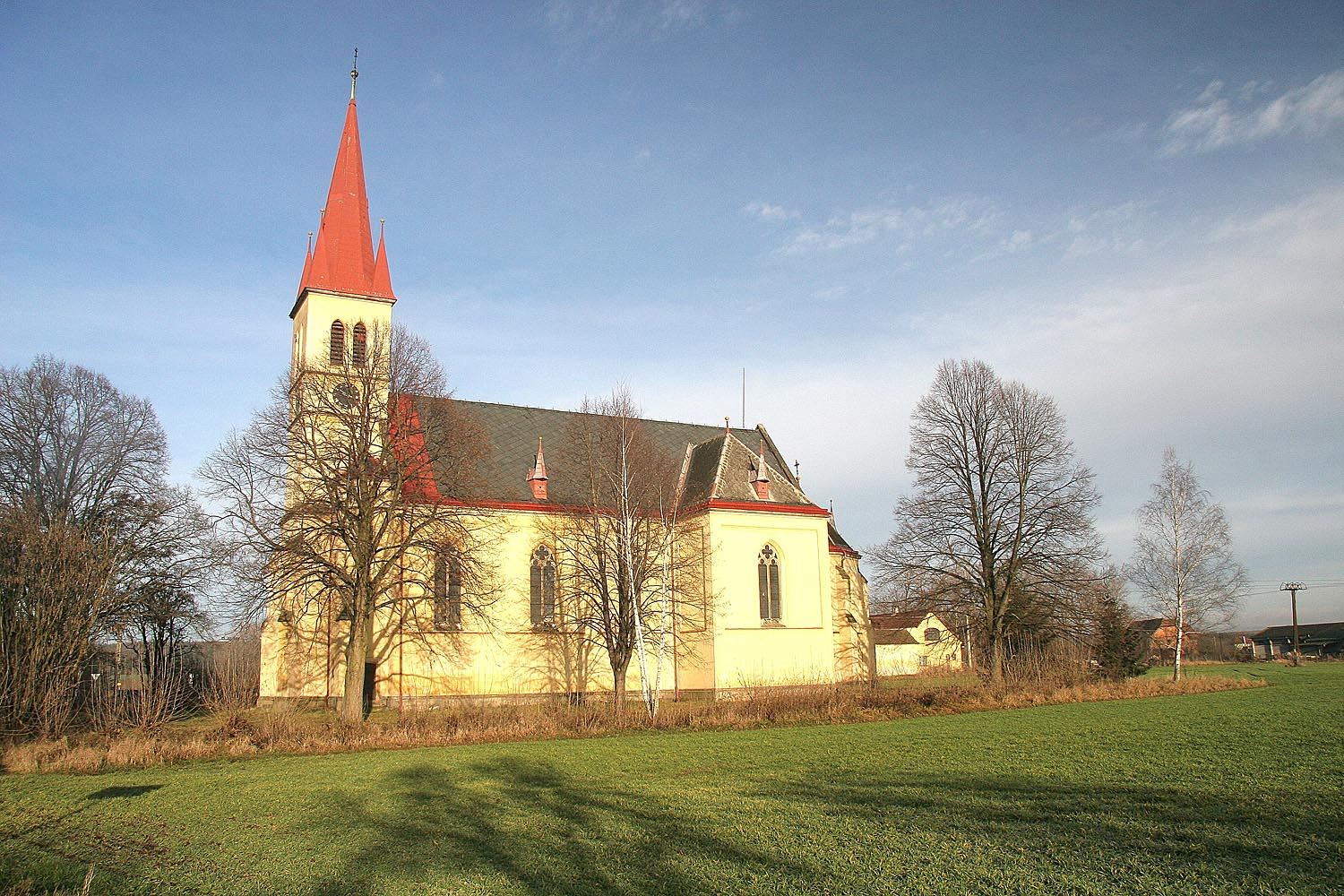
Neugotische Kirche St. Peter und Paul

Zaloňov wurde erstmals 1361 mit der lateinischen Bezeichnung „Zalonow villa“ schriftlich erwähnt. Es gehörte zum Königgrätzer Kreis und war Teil der Herrschaft Opočno (Opotschno). Die 1363 erwähnte Kirche St. Peter und Paul war eine Filiale von Semonice (Semonitz). Ende des 14. Jahrhunderts war Zaloňov Teil der Herrschaft Žireč (Schurz). Diese verkaufte 1539 Georg von Gersdorff auf Choltitz (Jiřík z Gerštorfu a na Cholticích) dem Adam Silberstein von Silberštejn, dessen Familie nach der Schlacht am Weißen Berge wegen ihrer Beteiligung am Böhmischen Ständeaufstand enteignet wurde. Die Herrschaft Žireč übernahm am 8. Juli 1622 Maria Magdalena Trčka von Lípa geborene Lobkowitz, der bereits die Herrschaft Opočno gehörte und die 1623 auch die konfiszierten Herrschaften Náchod und Nové Město nad Metují erwarb. Nach der Ermordung ihres Sohnes Adam Erdmann Trčka von Lípa 1634 in Eger konfiszierte der böhmische Landesherr Kaiser Ferdinand III. sämtliche Trčka-Güter. Die Herrschaft Žireč mit Zaloňov, das um diese Zeit die Bezeichnung Salmov (Salnay) trug, schenkte der Kaiser 1635 dem Wiener Jesuitenkolleg St. Anna. Nach Auflösung des Ordens 1773 fiel die Herrschaft Žireč dem Religionsfonds zu, der sie 1828 dem Gutsbesitzer Martin Wagner verkaufte. Für diese Zeit sind für Zaloňov 349 Einwohner, eine Schule, eine Kirche und zwei Gutshöfe nachgewiesen.
Nach der Aufhebung der Patrimonialherrschaften 1848 wurde Zaloňov eine selbständige Gemeinde und gehörte bis 1938 zum Gerichtsbezirk Jaroměř. Um 1930 erfolgte die Elektrifizierung. Nach dem Münchner Abkommen 1938 wurde Zaloňov, das überwiegend deutsch besiedelt war, dem Deutschen Reich zugeschlagen und gehörte bis 1945 zum Landkreis Trautenau. In den Jahren 1945 und 1946 erfolgte die Vertreibung der deutschen Bewohner.
1945 wurde Zaloňov dem Okres Jaroměř eingegliedert; nach dessen Auflösung kam es zum 1. Juli 1960 an den Okres Náchod.

## Ortsteile

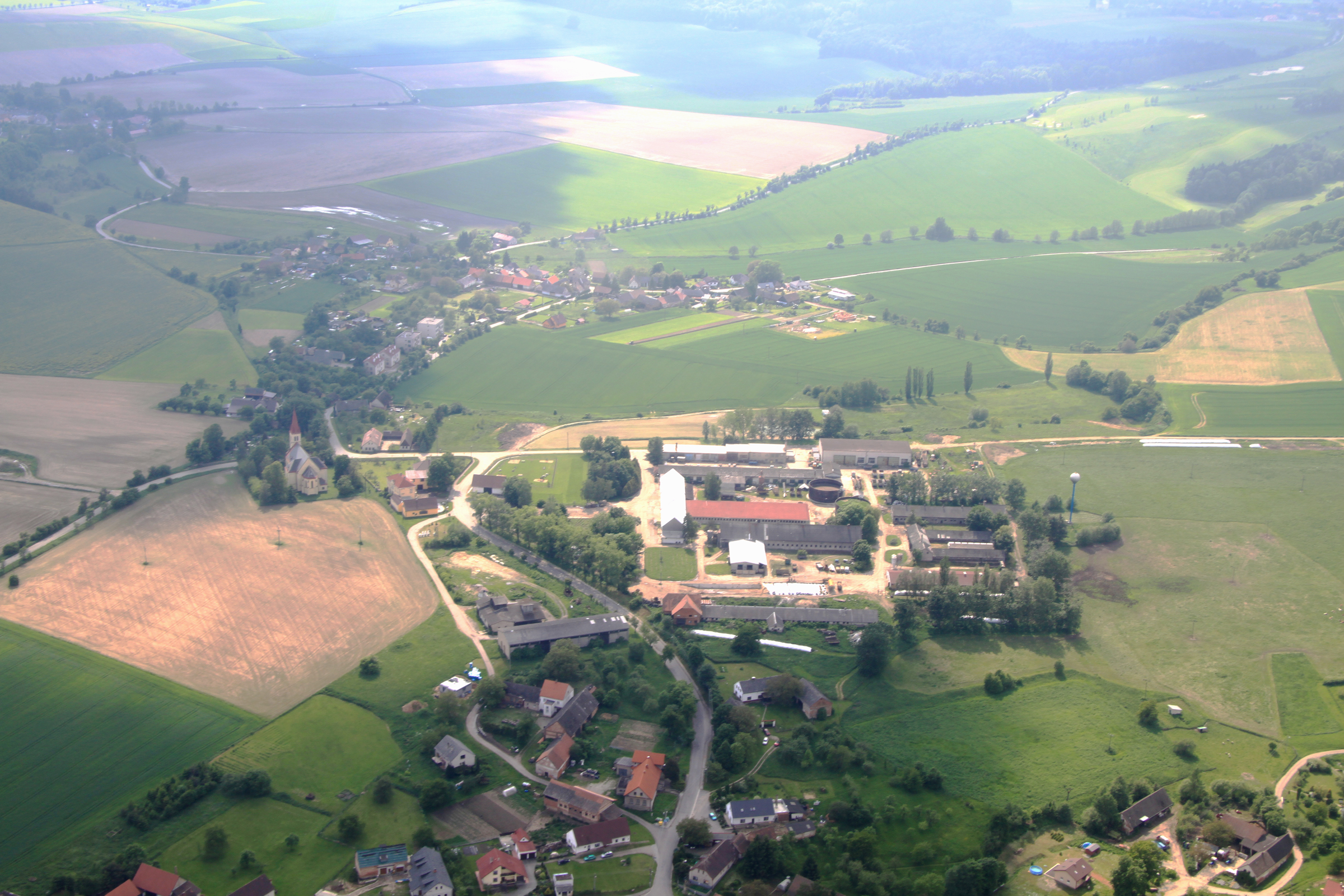
Luftaufnahme

Zur Gemeinde Zaloňov gehören die Ortsteile Zaloňov (Salnai), Horní Dolce (Oberdolzen), Rtyně (Ertin) und Vestec (Westetz).

## Sehenswürdigkeiten
- Die den Aposteln Peter und Paul geweihte Kirche wurde erstmals 1363 erwähnt und in den Hussitenkriegen zerstört. 1725 wurde an ihrer Stelle durch die Jesuiten eine neue Kirche im Barockstil errichtet. Diese wurde 1893 abgetragen und 1898–1900 ein neues Gotteshaus im Stil der Neugotik errichtet.
- Das Pfarrhaus wurde 1785 errichtet.

## Söhne und Töchter der Stadt
- Vinzenz Kudernatsch (1867–1946), Sammler von Münzen und urgeschichtlichen Materialien
- Franz Schneider (1932–2017), römisch-katholischer Geistlicher und Liturgiewissenschaftler